# Spolierenberg

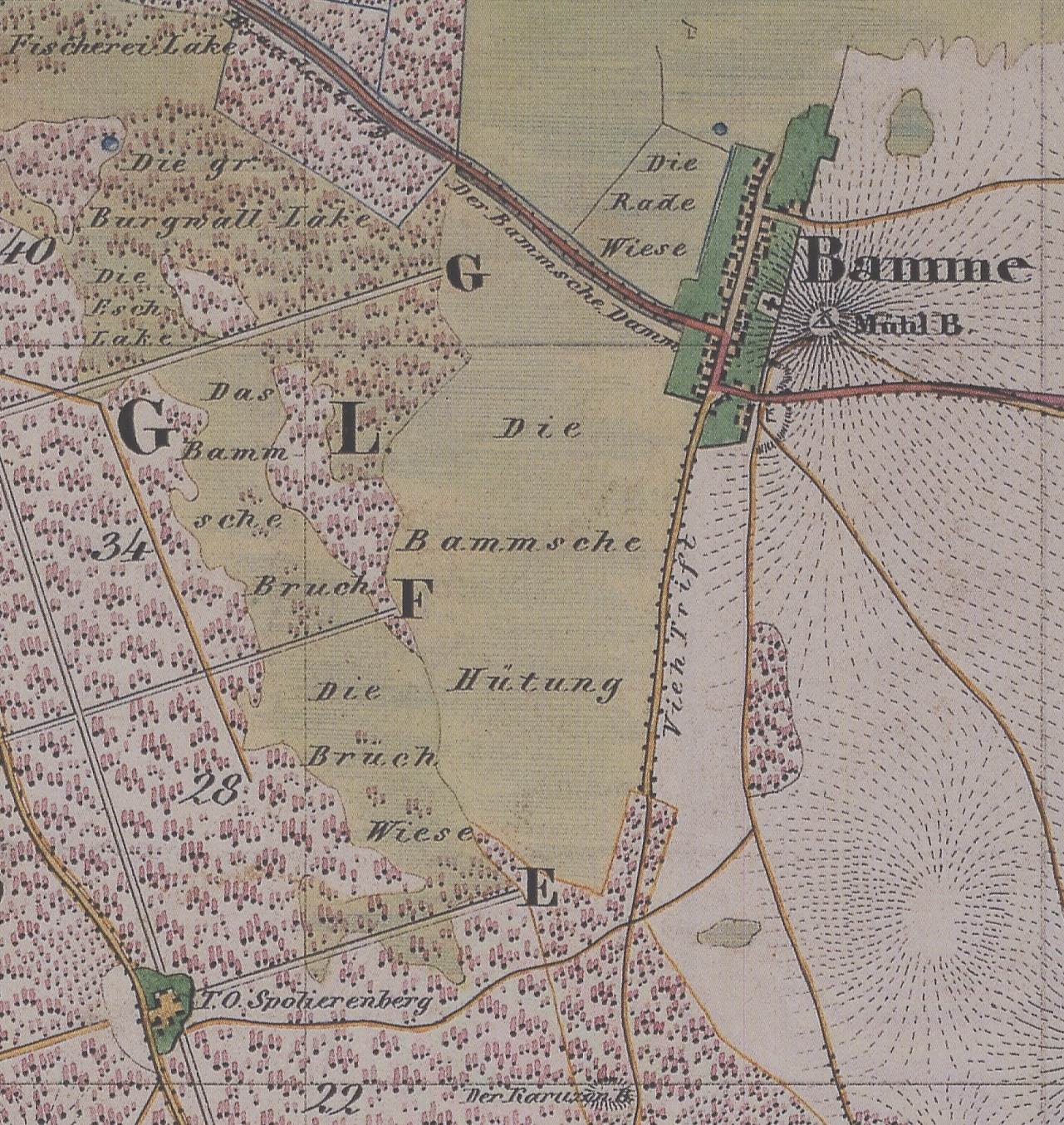
Wohnplatz Spolierenberg und der Ortsteil Bamme der Gemeinde Nennhausen, Ausschnitt aus dem Urmesstischblatt 3440 Premnitz von 1840

Spolierenberg ist ein Wohnplatz im Ortsteil Bamme der Gemeinde Nennhausen im Landkreis Havelland in Brandenburg. Kurz nach 1700 wurde hier ein Teerofen errichtet. Später entstand ein Krug, außerdem siedelten sich einige Büdner an. Der Teerofen hat um 1850 seinen Betrieb eingestellt.

## Lage
Spolierenberg liegt 2,2 km südwestlich vom Ortskern von Bamme und 6,8 km südöstlich der Innenstadt von Rathenow in der sogenannten Königsheide, einem größeren Waldgebiet zwischen Rathenow, Premnitz und Bamme im Lkr. Havelland, Brandenburg. Der Ortskern liegt auf 30 m ü. NHN. Er ist über kleine Verbindungsstraßen von Rathenow und von Bamme zu erreichen. Südwestlich der Siedlung liegt der Dachsberg mit einer Höhe von 40,5 m ü. NHN.

## Geschichte
Die Siedlung ist erstmals 1704 dokumentiert. Damals besaß der Ratsschütze Semlien aus Rathenow den Teerofen an den Spolierenberg in der Rathenowschen Heide. Der Name Spolierenberg wurde von der Lokalität übernommen, dem Spolierenberg (der erst später Dachsberg genannt wurde). Der Name leitet sich von mhd. spolieren = rauben, stehlen, plündern ab (vgl. den häufigen Flurnamen Räuberberg).
1723 gehörte der Teerofen einem J. Schöneberg. Spolierenberg war damals einer der drei Teeröfen in der Königsheide, neben dem Teerofen von Adermann (Adermannshütte, später Königshütte genannt) und dem Teerofen von A. Lietze (Lietzenhütte). 1730 brannte der Teerofen Spolierenberg ab, wurde aber wieder aufgebaut. Bis 1745 war außerdem noch ein Krug errichtet worden. 1772 lebten hier 37 Personen. 1801 nennt Bratring neben dem Teerofen immerhin acht Wohnhäuser, in denen neben dem Teerschweler und Krüger vier Büdner- und drei Einliegerfamilien wohnten. In der kleinen Siedlung lebten damals 50 Menschen. Der Teerschweler war zugleich auch der Krüger. 1850 wurde mit dem Teerschweler Karl Friedrich Gustav Schönberg ein Vertrag über die Ablösung seiner Rechte zur Entnahme von Schwelereimaterial aus der Königsheide geschlossen. Ihm wurden Abgaben erlassen, und ihm wurde eine Rente und ein Holzdeputat gewährt sowie ein Streitfleck überlassen. Er behielt aber das Recht auf Waldweide. 1860 wird Spolierenberg als Kolonie bezeichnet; es standen 8 Wohnhäuser und 15 Wirtschaftsgebäude. Der Ort hatte 45 Einwohner. 
Spolierenberg gehörte merkwürdigerweise um 1800 zum Amt Tangermünde, danach bis 1816/7 zum Amt Ziesar im Herzogtum Magdeburg. Der Ort kam dann an das Amt Lehnin und war bis 1858 gemeindefreies Etablissement. Spolierenberg kam in diesem Jahr zum Gutsbezirk Forstrevier Grünaue. Nach der Auflösung der Gutsbezirke 1928 wurde Spolierenberg in die Gemeinde Bamme eingemeindet. Bamme ist heute ein Ortsteil der Gemeinde Nennhausen, Spolierenberg ist ein Wohnplatz in diesem Ortsteil.

## Anmerkung
1. ↑  Der Name der Teerschwelerfamilie wird wechselweise Schönberg oder Schöneberg geschrieben.

Koordinaten: 52° 34′ N, 12° 25′ O